# Stanisław Różewicz

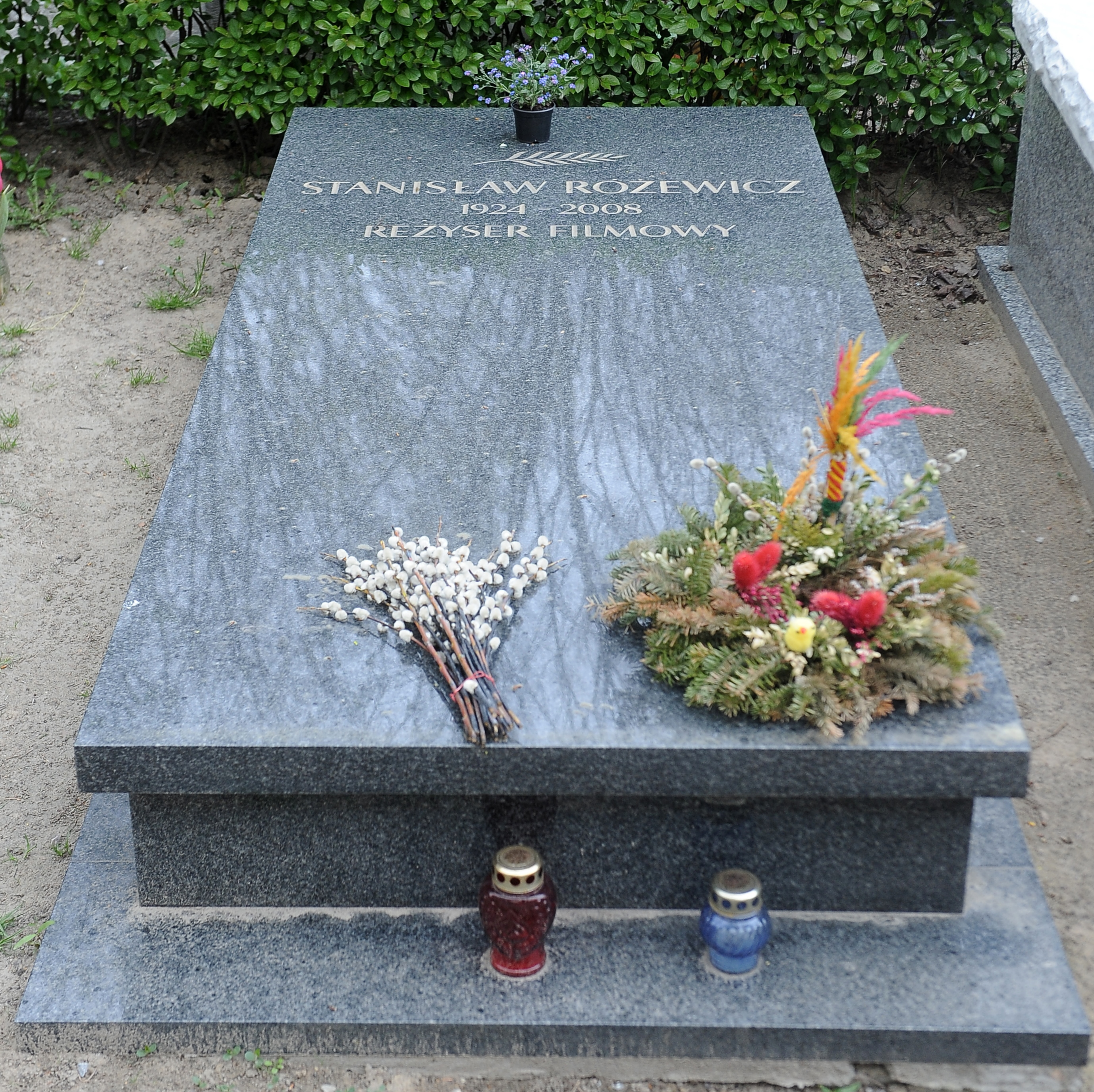
Tomba de Stanisław Różewicz

Stanisław Różewicz (Radomsko, Polònia, 16 d'agost de 1924 - Varsòvia, 9 de novembre de 2008) va ser un director i guionista de cinema polonès. Va dirigir 26 pel·lícules entre 1947 i 1989. La seva pel·lícula de 1967 Westerplatte va participar en el 5è Festival Internacional de Cinema de Moscou on va guanyar un Premi de Plata. La seva pel·lícula de 1985 Kobieta w kapeluszu va participar en el 14è Festival Internacional de Cinema de Moscou on va guanyar un Premi de Plata.
Era un germà petit del poeta, dramaturg i escriptor polonès Tadeusz Różewicz.

## Filmografia

### Director
- 1954 – Trudna miłość
- 1956 – Trzy kobiety
- 1958 – olne miasto
- 1959 – Miejsce na ziemi
- 1961 – Świadectwo urodzenia
- 1962 – Głos z tamtego świata
- 1964 – Echo
- 1966 – Piekło i niebo
- 1967 – Westerplatte
- 1968 – Samotność we dwoje
- 1970 – Romantyczni
- 1972 – Szklana kula
- 1973 – Drzwi w murze
- 1975 – Opadły liście z drzew
- 1977 – Pasja
- 1981 – Ryś
- 1983 – Pensja pani Latter
- 1985 – Kobieta w kapeluszu
- 1987 – Anioł w szafie (premiera 1988)
- 1989 – Nocny gość
- 1994 – Nasz starszy brat (documental)
- 1999 – Kinema (documental)
- 2007 – Gdzie zabawki tamtych lat (documental)

### Guionista
- 1950 – Warszawska premiera